# Empury
Empury ist eine französische Gemeinde mit 77 Einwohnern (Stand: 1. Januar 2022) im Département Nièvre in der Region Bourgogne-Franche-Comté (vor 2016 Burgund). Sie gehört zum Arrondissement Château-Chinon (Ville) und zum Kanton Corbigny (bis 2015 Lormes). 

## Geographie
Empury liegt etwa 70 Kilometer nordöstlich von Nevers im Morvan. Das Gemeindegebiet wird vom Flüsschen Brinjame durchquert. Umgeben wird Empury von den Nachbargemeinden von Bazoches im Norden und Nordwesten, Saint-André-en-Morvan im Nordosten, Saint-Martin-du-Puy im Osten, Lormes im Süden sowie Pouques-Lormes im Westen und Südwesten.

## Bevölkerungsentwicklung
| Jahr                       | 1962 | 1968 | 1975 | 1982 | 1990 | 1999 | 2006 | 2011 | 2016 |
| Einwohner                  | 120  | 123  | 119  | 86   | 87   | 99   | 103  | 87   | 80   |
| Quellen: Cassini und INSEE |      |      |      |      |      |      |      |      |      |

## Sehenswürdigkeiten
- Kirche Saint-Laurent